# حزب توامايا
توامايا كان حزبا سياسيا في جزر القمر.

## التاريخ
ومقره أنجوان، حصل الحزب على 0.8% من الأصوات في انتخابات 1992 البرلمانية. بعد إلغاء النتائج في بعض الدوائر، فاز الحزب بمقعد في جمعية الاتحاد في الانتخابات الفرعية اللاحقة التي أجريت في ديسمبر.